# Crastatt
Crastatt (deutsch Krastatt) ist eine französische Gemeinde mit 281 Einwohnern (Stand 1. Januar 2021) im Département Bas-Rhin in der Europäischen Gebietskörperschaft Elsass und in der Region Grand Est. Sie gehört dem Gemeindeverband Mossig et Vignoble an.
Nachbargemeinden sind Jetterswiller im Norden, Zehnacker im Nordosten, Hohengœft im Osten, Wasselonne im Südosten, Romanswiller im Südwesten und Singrist im Nordwesten.

## Geschichte
Der Ort wurde im Jahr 739 als Craftestate erstmals schriftlich erwähnt.
Crastatt gehörte dem 1992 gegründeten Gemeindeverband Communauté de communes des Coteaux de la Mossig an, der 2017 in der Communauté de communes de la Mossig et du Vignoble aufging. Am 1. Januar 2015 wechselte die Gemeinde vom Arrondissement Saverne zum Arrondissement Molsheim.

### Bevölkerungsentwicklung

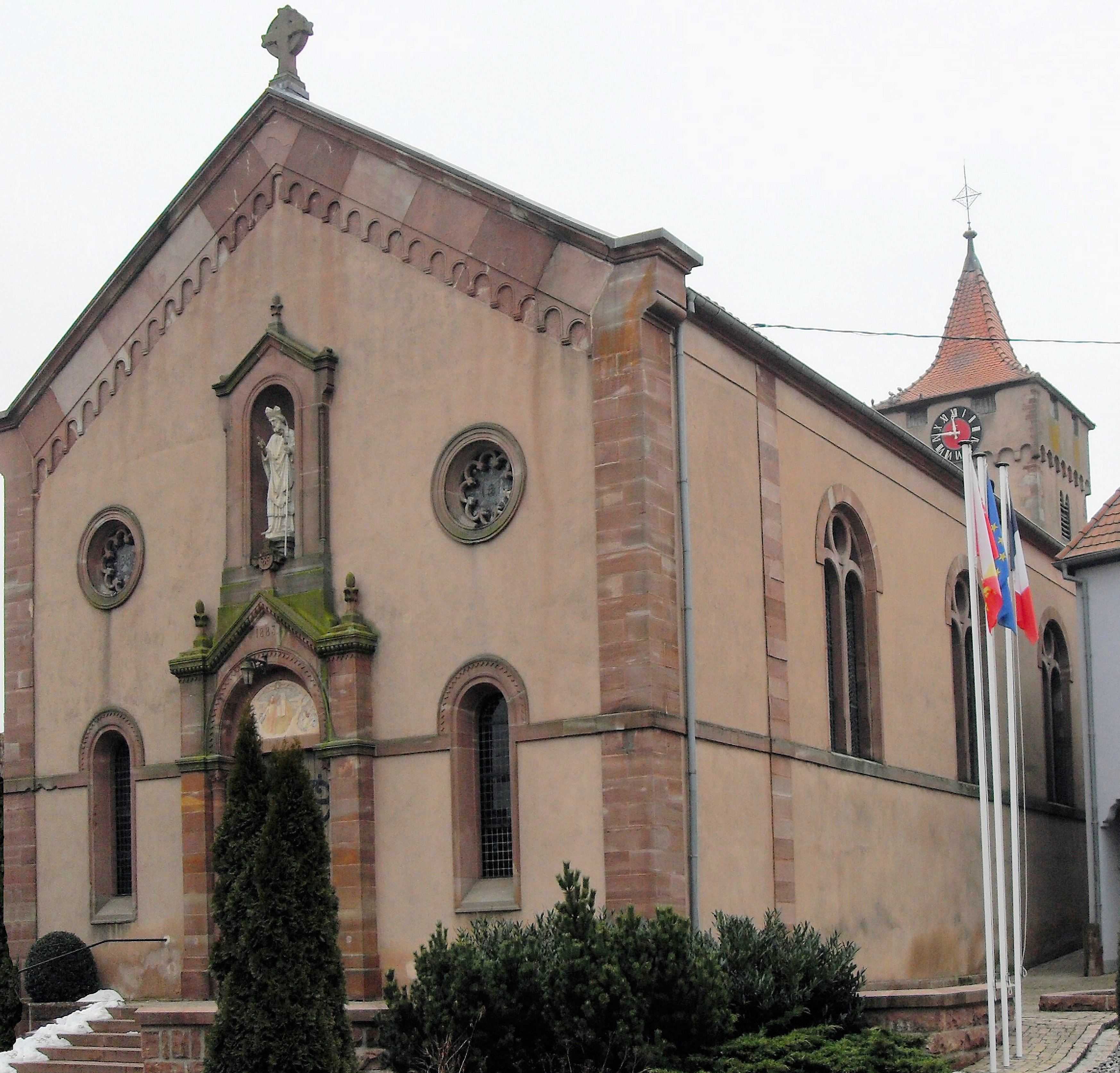
Kirche St. Augustin

| Jahr      | 1962 | 1968 | 1975 | 1982 | 1990 | 1999 | 2007 | 2013 |
| --------- | ---- | ---- | ---- | ---- | ---- | ---- | ---- | ---- |
| Einwohner | 156  | 175  | 168  | 173  | 177  | 184  | 196  | 243  |